# Atractus nicefori
Espèce
Statut de conservation UICN

 VU B1ab(iii) : Vulnérable
Atractus nicefori est une espèce de serpents de la famille des Dipsadidae.

## Répartition
Cette espèce est endémique du département d'Antioquia en Colombie. 

## Étymologie
Cette espèce est nommée en l'honneur d'Hermano Nicéforo María.

## Publication originale
- Amaral, 1930 : Two new snakes from Central Colombia. Bulletin of the Antivenin Institute of America, vol. 4, p. 27-28.